# عبد الله بن علي بصفر
عبد الله بن علي بصفر هو خطيب وإمام مسجد منصور الشعيبي بجدة في المملكة العربية السعودية، تأثر بتلاوة الشيخ علي عبدالله جابر، تُبَث لَهُ تِلاَوات قرآنية في عدد كبير من القنوات الإذاعية والتلفزية ومواقع على الإنترنت، يقوم بصفر بإلقاء العديد من المحاضرات والدروس حول عدد من المواضيع الدينية ويحث في على تقديم يد المساعدة للدول الفقيرة والمعوزين. وقد تم عُيّن أمينًا عامًا للهيئة العالمية لتحفيظ القرآن الكريم التابعة لرابطة العالم الإسلامي، شارك إمامة صلاة التراويح في مسجد محمد بن عبد الوهاب عام 1433هـ، الموافق 2012م.

## الدراسة
حفظ القرآن الكريم بمدارس الفلاح بجدة، ودرس على الشيوخ فضل الله بخاري، وعدنان سرميني، ومحمد شمسان، وأخذ إجازة قرآنية برواية حفص عن عاصم من أيمن سويد 1407 هـ، نال البكالوريوس من جامعة الملك عبد العزيز بجدة 1406 هـ، أخذ الماجستير في الفقه وأصوله وعنوان رسالته «تحرير القسم الأول من اتفاقات ابن رشد في بداية المجتهد ونهاية المقتصد» 1412 هـ، الدكتوراه في الفقه بعنوان «تحقيق ودراسة القسم السادس من كتاب العزيز شرح الوجيز للرافعي» 1419 هـ، 

## مؤلفاته
صدر لبصفر عدداً من المؤلفات الإسلامية منها:
- لمحات من سيرة الصديق.
- التجويد الميسر.
- تأملات في سورة الفاتحة.

## وصلات خارجية
- مصحف الشيخ عبد الله بصفر في موقع طريق الإسلام.
- مصحف الشيخ عبد الله بصفر في موقع السبيل.
- مصحف الشيخ عبد الله بصفر في موقع السجدة.